# Phascolosorex dorsalis
Phascolosorex dorsalis é uma espécie de marsupial da família Dasyuridae. Endêmica da Nova Guiné.
- Nome Popular: Narrow-listrado

- Nome Científico: Phascolosorex dorsalis (Peters e Doria, 1876)

- Sinônimo do nome científico da espécie: Phascogale brevicaudata;

## Características
A parte superior do corpo é marrom-acizentado, geralmente vermelho ao fundo. Esta espécie tem uma estreita listra espinhal. O Narrow-listrado é menor que o Narrow-de-barriga-vermelha. Mede cerca de 12–17 cm de comprimento e a cauda de 11–15 cm, pesa cerca de 130-150g.

## Hábitos alimentares
Alimentam-se de insetos e outros invertebrados;

## Habitat
Vive em regiões de florestas de montanhas na cordilheira central de Nova Guiné;

## Distribuição Geográfica
Oeste e leste de Nova Guiné;

## Subespécies
- Subespécie: Phascolosorex dorsalis brevicauda? (Rothschild e Dollman, 1932)

Sinônimo do nome científico da subespécie: Phascogale brevicauda;
- Subespécie: Phascolosorex dorsalis dorsalis (Peters e Doria, 1876)

- Subespécie: Phascolosorex dorsalis whartoni? (Tate e Archbold, 1936)

Sinônimo do nome científico da subespécie: Phascolosorex whartoni;
Nota: Sinônimo de Phascolosorex dorsalis? O estado desta espécie precisa de estudos;
Local: Encosta oriental do Monte Tafa, Cordilheira de Papua-Nova Guiné, a 2070 m de altitude;